# جمهورية ماريلند
جمهورية ماريلند (المعروفة أيضًا باسم دولة ماريلند المستقلة، وماريلند في أفريقيا، وماريلند في ليبيريا) كانت دولة في غرب أفريقيا امتد وجودها منذ عام 1834 حتى عام 1857، وبعد ذلك اندمجت فيما يعرف الآن باسم ليبيريا. جرى استيطان المنطقة لأول مرة في عام 1834 من قبل العبيد الأمريكيين الأفارقة المحررين والأمريكيين الأفارقة الأحرار المولد والذين قدموا من ولاية ماريلند الأمريكية بشكل رئيسي، تحت رعاية جمعية استعمار ولاية ماريلند.
تأسست جمعية الاستعمار الأمريكية الأكبر حجمًا في عام 1816. وقد دعمت توطين الآلاف من الأشخاص الملونين الأحرار في مستعمرتها ليبيريا في غرب إفريقيا. في بداية الأمر كانت هناك أيضًا مستوطنات منفصلة أسستها جمعيات الاستعمار الحكومية في ميسيسيبي (المسيسيبي في أفريقيا)، وكنتاكي (كنتاكي في أفريقيا)، وجورجيا، وبنسلفانيا، ولويزيانا. وقد خُطط لتأسيس مستعمرة نيوجيرسي.
في عام 1838 وُحدت هذه المستوطنات الأمريكية الأفريقية في مستعمرة ليبيريا، الذي أعلن الاستقلال عن جمعية الاستعمار الأمريكية في 26 يوليو عام 1847. وظلت مستعمرة ماريلند منفصلة عن كومنولث ليبيريا، حيث رغبت جمعية الاستعمار في الحفاظ على الاحتكار التجاري في المنطقة. وفي 2 فبراير عام 1841 أصبحت ماريلند في أفريقيا دولة ماريلند المستقلة. وبعد استفتاء الاستقلال عام 1853 أعلنت الدولة استقلالها في 29 مايو عام 1854 تحت اسم ماريلند في ليبيريا وعاصمتها هاربر.

## تاريخها
تأسست جمعية الاستعمار الأمريكية في عام 1816، ويرجع ذلك جزئيًا إلى المخاوف بشأن عنف ثورة العبيد الهايتية وتداعياتها، والتي أدت إلى استقلال ذلك البلد في عام 1804. وقد أثيرت مخاوف بشأن آثار تحرير العبيد في الولايات المتحدة.
في تلك الفترة تعاون كل من مالكي العبيد ومناهضي العبودية في مشروع لنقل السود الأحرار إلى أفريقيا، ولكن لأسباب مختلفة. واقترحوا أنها «عودة إلى الوطن»، ولكن بحلول تلك المرحلة كان معظم الأمريكيين الأفارقة مولودين في الولايات المتحدة، وقالوا إنهم لم يكونوا أفارقة أكثر من كون الأمريكيين بريطانيين. واعتقد أصحاب العبيد أن السود الأحرار يهددون استقرار مجتمعاتهم العبودية. وقد أثار تمرد نات ترنر عام 1831 ذعر الجنوبيين، الذين كانوا يخشون انتفاضة عبيد أخرى والاستيلاء على البلاد، كما حدث مؤخرًا في هايتي. وكان مناهضو العبودية، والعديد منهم رجال دين، يأملون في إقناع مالكي العبيد من خلال دينهم بإعتاق (تحرير) عبيدهم، كما كانوا قلقين بشأن التمييز الذي يواجهه السود الأحرار في الولايات المتحدة.
أولئك الذين أيدوا الانتقال إلى غرب أفريقيا اعتقدوا (أو قالوا إنهم يعتقدون) أن الأميركيين الأفارقة سيخلقون هناك أنظمة سياسية أفضل؛ أولًا كنوع غامض من المستعمرات، ثم كدول، بعيدًا عن التحيز الأبيض والتمييز والاستغلال الاقتصادي. في حين انتقل الآلاف من السود الأحرار إلى المستعمرات، عارض معظم الأمريكيين الأفارقة الأحرار هذا المشروع، مطالبين بحق ولادتهم في الولايات المتحدة وتحسين حياتهم فيها.
كان لدى ولاية ماريلند الأمريكية نسبة متزايدة من السود الأحرار بين سكانها الأمريكيين الأفارقة. فخلال العقدين الأولين بعد الثورة الأمريكية جرى تحرير نحو 25٪ من السود، ويرجع ذلك جزئيا إلى أن مالكي العبيد استلهموا مُثُل الحرب. ومن الناحية العملية كان تغير احتياجات العمالة يعني الحاجة إلى عدد أقل من العبيد. وبحلول عام 1810 أصبح نحو 30٪ من السود في شمال ماريلند أحرارًا في منطقة كانت أكثر تحضرًا، ولكن كانت هناك نسبة 20٪ من السود أيضًأ في الجزء الجنوبي. وفي العقدين التاليين زاد عدد السود الأحرار بشكل ملحوظ في الجزء الشمالي من الولاية، وتجمع الكثير منهم في بالتيمور أكبر مدينة في الولاية والجنوب. وبحلول عام 1830 كان لدى ماريلند إجمالي 52.938 من السود الأحرار: 51.3٪ من السود في شمال ماريلند كانوا أحرارًا، وكان السكان السود الأحرار في بالتيمور بنسبة 75٪. وفي جنوب ماريلند شكل السود الأحرار 24.7٪ من السكان السود.
كانت جمعية استعمار ولاية ماريلند في الأصل فرعًا من جمعية الاستعمار الأمريكية، التي أسست مستعمرة ليبيريا في مونروفيا في 7 يناير عام 1822. وقررت جمعية ماريلند إنشاء مستوطنة جديدة خاصة بها لاستيعاب مهاجريها وبهدف السيطرة على التجارة إلى مستعمرتها. وفي ديسمبر عام 1831 خصص المجلس التشريعي لولاية ماريلند في الولايات المتحدة مبلغ 10000 دولار أمريكي لمدة 26 عامًا لنقل 10000 من السود الأحرار والعبيد السابقين، و400 من العبيد الكاريبيين من الولايات المتحدة وجزر الكاريبي على التوالي إلى أفريقيا. وأسست جمعية استعمار ولاية ماريلند لهذا الغرض. لم ينقل ما يقارب هذا العدد حتى.

### مستوطنة رأس النخيل
كانت رأس النخيل أول منطقة في جمهورية ماريلند المستقبلية يجري استيطانها من قبل جمعية استعمار ماريلند في عام 1834، إلى حد ما جنوب بقية المستعمرة الأمريكية. ورأس النخيل هي شبه جزيرة صخرية صغيرة متصلة بالبر الرئيسي عن طريق برزخ رملي. ومباشرة إلى الغرب من شبه الجزيرة يوجد مصب نهر هوفمان. وعلى بعد نحو 21 كم (15 ميل) على طول الساحل إلى الشرق يصب نهر كافالا في البحر، ويمثل الحدود بين ليبيريا وساحل العاج. وهو يمثل الحد الغربي لخليج غينيا، وفقًا للمنظمة الهيدروغرافية الدولية (أي إتش أو).
كان معظم المستوطنين من العبيد الأمريكيين الأفارقة المحررين والأمريكيين الأفارقة المولودين أحرارًا من ولاية ماريلند بشكل رئيسي. واعتقد منظمو جمعية الاستعمار أن بإمكانهم إقامة علاقات تجارية جديدة عن طريق نقل الأمريكيين الأفارقة إلى غرب أفريقيا. وسُميت المستعمرة بماريلند في أفريقيا (التي عرفت أيضًا باسم ماريلند في ليبيريا) في 12 فبراير عام 1834.

### جون براون روسورم
في عام 1836 عينت جمعية الاستعمار أول حاكم لها مختلط العرق، وهو جون براون روسورم (1799–1851)، الذي شغل منصب الحاكم لأكثر من اثنتي عشرة سنة، حتى وفاته. وشجع روسورم هجرة الأمريكيين الأفارقة إلى ماريلند في أفريقيا، ودعم الزراعة والتجارة. وبدأ حياته المهنية كسكرتير استعماري لجمعية الاستعمار الأمريكية بين عامي 1830 و1834. وعمل أيضًا كمحرر لصحيفة ليبيريا هيرالد. واستقال من هذا المنصب عام 1835 احتجاجًا على سياسات الاستعمار الأمريكية.
وفي عام 1838 اتحد عدد من المستوطنات الأمريكية الأخرى على الساحل الغربي لأفريقيا لتشكل كومنولث ليبيريا، الذي أعلن استقلاله في 26 يوليو عام 1847.
أفاد زائران أمريكيان في عام 1851 أن عدد سكان «ماريلند في ليبيريا» يتراوح بين 900 و1000 نسمة، ويوجد بها أربع كنائس وست مدارس.
ظلت مستعمرة ماريلند في ليبيريا مستقلة، حيث رغبت جمعية استعمار ولاية ماريلند في الحفاظ على احتكارها التجاري في المنطقة. وفي 2 فبراير عام 1841 أعلنت دولة ماريلند في أفريقيا قيامها. وفي عام 1847 نشرت جمعية استعمار ولاية ماريلند دستور وقوانين ماريلند في ليبيريا، استنادًا إلى دستور الولايات المتحدة.

### إعلان الاستقلال والضم إلى ليبيريا
في 29 مايو عام 1854 أعلنت ولاية ماريلند استقلالها، وأطلقت على نفسها اسم ماريلند في ليبيريا، وعاصمتها هاربر. وكانت تُعرف أيضًا باسم جمهورية ماريلند. وكانت تسيطر على الأرض على طول الساحل بين نهري غراند سيس وسان بيدرو. واستمرت لمدة ثلاث سنوات كدولة مستقلة.
بعد فترة وجيزة هاجمت القبائل المحلية، بما في ذلك قبيلة غريبو وكرو، ولاية ماريلند. ونظرًا إلى عدم قدرتها على الحفاظ على دفاعها، ناشدت ماريلند مساعدة جارتها الأقوى ليبيريا. وأرسل الرئيس روبرتس مساعدة عسكرية، ونجح تحالف من سكان ماريلند وقوات الميليشيات الليبيرية في صد رجال القبائل المحليين. وأدركت جمهورية ماريلند أنها لا تستطيع البقاء كدولة مستقلة، وبعد إجراء استفتاء ضمت ليبيريا ماريلند إليها في 6 أبريل عام 1857، وأصبحت تعرف باسم مقاطعة ماريلند.